# 阳歧尚书祖庙
阳歧尚书祖庙，位于中国福建省福州市仓山区盖山镇阳歧村。
阳歧尚书祖庙始建于明朝洪武年间，纪念南宋抗元名将陈文龙（1232—1277年）。最初是修建于乌龙江边的小庙坛，明永乐六年（1409年）诏封陈文龙为福州府城隍，加封“水部尚书、镇海王”，天启七年（1627）迁至当地凤鸣山下。1920年由阳岐人严复倡议重修，面积达到3805平方米，三殿堂并列，中为尚书祖庙，右为毓麟宫，左为忠肃祠。戏台、酒楼、钟鼓楼等建筑雕梁画栋。门额由严复题写，大殿内10多副楹联，出自郭尚先、林则徐、陈宝琛、严复、萨镇冰等名臣学者之手。1990年代重修时，增建碑亭，新悬“民族英雄”、“朝宗利济”等匾额。
2009年11月16日，阳歧尚书祖庙列为第七批福建省文物保护单位。